# Kneževina Mingrelija
Kneževina Mingrelija (gruz. სამეგრელოს სამთავრო, transliterirano: samegrelos samtavro) također poznata kao Odiši i kao Samegrelo, bila je povijesna država u Gruziji kojom je vladala dinastija Dadiani.

## Povijest
Kneževina je nastala iz pakta o nenapadanju i ugovora koji je uslijedio, a koji su potpisali Konstantin II., Aleksandar II. i Kvarkvar II., atabeg iz Samchea, koji je podijelio Gruziju na tri kraljevstva i niz kneževina. Mingrelija je osnovana kao neovisna kneževina 1557. godine, a Levan I. Dadiani postaje prvim nasljednim princom (mtavari). Mingrelija je bila neovisna sve dok 1803. nije potpala pod Rusko Carstvo. Taj ugovor je potpisan u zamjenu za rusku zaštitu od uznemiravanja mingrelskih susjeda Imeretije i Abhazije. Kao kneževina, Mingrelija je prestala postojati kada je princa Niku Dadianija svrgnula Rusija 1867. godine. On se odrekao prava na prijestolje 1868. godine i država je bila ruskim okrugom sve do 1917. godine.